# فيل جارنر
فيل جارنر (بالإنجليزية: Phil Garner)‏ هو لاعب كرة قاعدة أمريكي، ولد في 30 أبريل 1949 في جيفرسون سيتي في الولايات المتحدة.

## وصلات خارجية
- فيل جارنر على موقع دوري كرة القاعدة الرئيسي (الإنجليزية)
- فيل جارنر على موقعبيزبول رفرنس.كوم (الدوري الرئيسي) (الإنجليزية)
- فيل جارنر على موقعبيزبول رفرنس.كوم (الدوري الثانوي) (الإنجليزية)
- فيل جارنر على موقع جمعية أبحاث البيسبول الأمريكية (الإنجليزية)
- فيل جارنر على موقع إي إس بي إن.كوم (أم.أل.بي) (الإنجليزية)
- فيل جارنر على موقع مشجعي الرسوم البيانية (الإنجليزية)
- فيل جارنر على موقع قاعة تينيسي للمشاهير الرياضية (الإنجليزية)
- فيل جارنر على موقع إن إن دي بي (الإنجليزية)